# انتوا، میشیگان
انتوا (به انگلیسی: Ontwa Township) یک منطقهٔ مسکونی در ایالات متحده آمریکا است که در شهرستان کاس، میشیگان واقع شده‌است.
 انتوا ۵۴٫۴ کیلومتر مربع مساحت و ۶٬۵۴۹ نفر جمعیت دارد و ۲۴۳ متر بالاتر از سطح دریا واقع شده‌است.